# Igor Škerjanec
Igor Škerjanec, slovenski violončelist in pedagog, * 19. februar 1962, Ljubljana.
Iz violončela je leta 1985 diplomiral na Visoki šoli za glasbo v Detmoldu, pri prof. Andru Navarri. Podiplomski študij je opravil pri svojem očetu, Cirilu Škerjancu na Akademiji za glasbo v Ljubljani (1993) in se izpopolnjeval na mnogih mojstrskih tečajih. Od leta 1986 je solo-violončelist v Orkestru Slovenske filharmonije. Je član komornega ansambla Trio Luwigana.